# Khalistan

Bandera del Khalistan

El Khalistan (panjabi: ਖ਼ਾਲਿਸਤਾਨ, Khālistān) és una proposta de nació o pàtria sikh a l'estat del Panjab que es troba actualment sota administració índia. El 31 d'octubre del 2021 es va dur a terme un referèndum internacional i no vinculant per a la independència del territori, impulsat principalment per l'entitat amb seu estatunidenca Sikhs for Justice.

## Història
Als anys setanta i vuitanta, començà un moviment secessionista a l'estat d'indi del Panjab amb l'objectiu de crear l'estat sobirà sikh del Khalistan. Amb el suport de molts panjabis, immigrants sikhs i refugiats arreu del món, així com de l'Agència d'Intel·ligència del Pakistan, el moviment visqué el seu apogeu durant mitjans dels anys 80 sota el lideratge de Jarnail Singh Bhindranwale qui, juntament amb alguns seguidors, van anar a defensar el Temple Daurat d'Amritsar. Després de la mort de Bhindranwale i de molts dels seus seguidors i visitants del Harmandir Sahib a l'Operació Estrella Blava, i la massacre antisikh de 1984 a Delhi, el moviment perdé força, sobretot per la pèrdua de suport popular. El moviment també va dificultar la inversió econòmica i va dur el Panjab a un estat d'anarquia. El moviment va ser contrarestat per l'Armada Índia i la Policia del Panjab.
Després de les bombes al vol Air India 182, que se saldaren amb la vida de 329 civils canadencs a la costa del sud d'Irlanda el 1985, un dels pitjors atacs terroristes a l'aviació abans de l'11 de setembre, el suport envers el Khalistan es veié força minvat. Els processats per aquells fets foren acusats de terroristes separatistes sikhs.
Inderjit Singh Reyat fou sentenciat a deu anys després de declarar-se culpable d'homicidi el 1989. Ripudaman Singh Malik i Ajaib Singh Bagri van ser declarats innocents per manca de proves admissibles i foren conseqüentment deixats en llibertat.
Alguns grups que donen obertament suport a la creació de Khalistan, han estat sota vigilància al Regne Unit.

## Geografia
Segons el lloc web del Khalistan:
L'extensió del Khalistan inclourà els actuals territoris indis del Panjab, Haryana, Himachal Pardesh i el riu Ravi a l'oest i el riu Jamuna a l'est seran les fronteres entre el Khalistan i el Pakistan i el Khalistan i l'Índia respectivament. Al nord part de l'Himàlaia i al sud part del desert Thar seran els límits geogràfics del Khalistan. 